# Gérard Louis-Dreyfus
Gérard C. Louis-Dreyfus (Paris, 21 de junho de 1932–Nova York, 16 de setembro de 2016), também conhecido como William, foi um empresário franco-americano. Seu patrimônio líquido foi estimado em US $ 3,4 bilhões pela Forbes em 2006. Ele era o presidente da Louis Dreyfus Energy Services e bisneto de Léopold Louis-Dreyfus, fundador do Grupo Louis Dreyfus. Ele era o pai da atriz Julia Louis-Dreyfus.

## Biografia
Louis-Dreyfus nasceu em Paris em 1932. Seu bisavô Léopold Louis-Dreyfus fundou o Grupo Louis Dreyfus em 1851. Sua mãe, Dolores Porges (nascida Neubauer; 1905–1987), nasceu nos Estados Unidos, filha de pai brasileiro e mãe mexicana. Seu pai, Pierre Louis-Dreyfus, (1908–2011), foi um francês que chefiou o grupo Louis Dreyfus. Seu pai, que era judeu, lutou na Resistência Francesa durante a Segunda Guerra Mundial; sua mãe era católica. Ele tem uma irmã, Dominique Cornwell. Em 1940, Louis-Dreyfus mudou-se para os Estados Unidos com sua mãe após o divórcio de Pierre. Em 1945, ele adotou o nome William como um símbolo de sua integração na sociedade americana.
Depois de se formar na Duke University e na Duke University School of Law, Louis-Dreyfus trabalhou no escritório de advocacia Dewey Ballantine, em Nova York, antes de ingressar na Louis Dreyfus em 1965.
Louis-Dreyfus foi presidente da Poetry Society of America de 1998 a 2008. Ele tinha poemas publicados em publicações como a The Hudson Review. Louis-Dreyfus morreu em sua casa em Mount Kisco, Nova York, em 16 de setembro de 2016, aos 84 anos. Sua filha Julia dedicou a vitória do Emmy de 2016 a seu falecido pai.

## Política
Em outubro de 2012, Dreyfus publicou um anúncio de página inteira no The New York Times intitulado "Uma chamada às armas aos ricos para proteger o direito de votar" encorajando os ricos nos Estados Unidos a lutarem contra a supressão dos eleitores. O próprio Dreyfus doou US $ 1 milhão.

## Vida pessoal
Louis-Dreyfus foi casado duas vezes. Em 1955, ele se casou com Judith LeFever; eles tiveram uma filha, a atriz Julia Louis-Dreyfus (nascida em janeiro de 1961) antes de se divorciarem em 1962. Em 1965, ele se casou com Phyllis Blankenship; tiveram duas filhas, ambas assistentes sociais: Phoebe Émilie Dominique Louis-Dreyfus Eavis (maio de 1968) e Emma R. Louis-Dreyfus (16 de junho de 1974–13 de agosto de 2018). Em 1996, Phoebe se casou com o jornalista financeiro inglês Peter Eavis na Igreja Episcopal de São Mateus em Bedford, Nova York. Ele também teve um filho, Raphael Penteado.
Um primo é Jean Louis-Dreyfus, neto do fundador da empresa familiar, Léopold Louis-Dreyfus. Outro primo é Robert Louis-Dreyfus, ex-presidente da Adidas e ex-presidente do clube de futebol francês Olympique de Marseille. 